# Jeannine Peeters
Jeannine Peeters (12 de abril de 1959) es una deportista belga que compitió en judo. Ganó una medalla de bronce en el Campeonato Mundial de Judo de 1982, y tres medallas de bronce en el Campeonato Europeo de Judo entre los años 1977 y 1980.

## Palmarés internacional
| Campeonato Mundial | Campeonato Mundial | Campeonato Mundial | Campeonato Mundial |
| Año                | Lugar              | Medalla            | Categoría          |
| ------------------ | ------------------ | ------------------ | ------------------ |
| 1982               | París (Francia)    | Medalla de bronce  | –61 kg             |
| Campeonato Europeo |                    |                    |                    |
| Año                | Lugar              | Medalla            | Categoría          |
| 1977               | Arlon (Bélgica)    | Medalla de bronce  | –52 kg             |
| 1978               | Colonia (RFA)      | Medalla de bronce  | –61 kg             |
| 1980               | Údine (Italia)     | Medalla de bronce  | –61 kg             |